# Startband

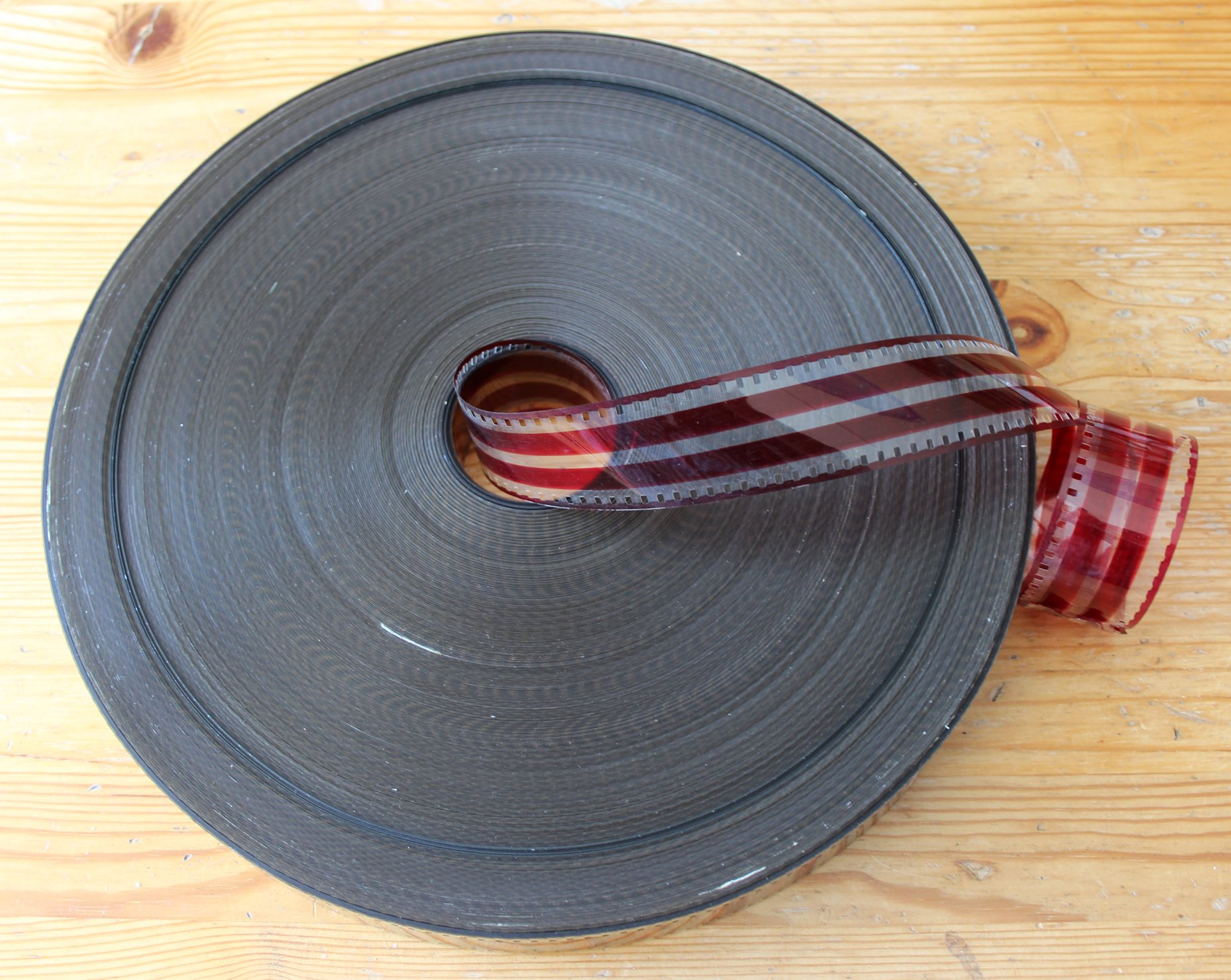
Akt Nr. 1 mit rot-gestreiftem Endeband

Beim Startband handelt es sich um ein technisch genau definiertes Filmstück, das sich am Anfang jeder Filmrolle (Akt) befindet. Aufgabe ist erstens Schutz des eigentlichen Bildteils des Films, ähnlich dem Buchdeckel, zweitens Festhalten von Information zum Film und jeweiligen Akt, also Filmtitel, Kopiennummer, Aktnummer, Bildformat, Tonsystem (Lichtton, Magnetton) und Sprach(en)version, drittens Hilfe zur synchronen Aufführung und kopiertechnische Angaben. 
Auf dem Startband befinden sich Marken zum korrekten Filmeinspannen in den Projektor und absteigende Zahlen von Sekunde 7 bis 2 vor dem ersten Bild. Anstelle der Zahl 8 steht der Bildstart. Der Vorlauf des Startbandes von mehreren Sekunden ist erforderlich, damit die Schwungmasse des Tongerätes ohne Filmriss beschleunigt werden kann und mit dem Beginn der Tonwiedergabe keine Verzerrungen zu hören sind. Der Gedanke dahinter findet sich auch in der Platzierung der sogenannten Überblendungszeichen am Ende eines jeden Filmaktes: acht Sekunden vor dem letzten Bild erscheint in der rechten oberen Bildecke ein „Achtungszeichen“, das den Filmvorführer veranlasst, den zweiten Projektor zu starten, und eine Sekunde vor dem letzten Bild erscheint das „Überblendzeichen“, woraufhin der Filmvorführer, während er den Ton umschaltet, auch die Bildklappe des zweiten Projektors öffnet, während er die des ersten schließt. Dieser Vorgang kann nur dann für den Kinobesucher unbemerkt vonstattengehen, wenn das Startband korrekt eingelegt wurde.
Die Einzelheiten von Start- und Endband für Kinokopien im Format 35 mm und 16 mm sind neben nationalen Empfehlungen und Vorschriften mit den Normen ISO 4241 u. a. festgelegt.